# Jeremy Wotherspoon
Jeremy Lee Wotherspoon (Humboldt, 26 de octubre de 1976) es un deportista canadiense que compitió en patinaje de velocidad sobre hielo. 
Participó en cuatro Juegos Olímpicos de Invierno, entre los años 1998 y 2010, obteniendo una medalla de plata en Nagano 1998, en la prueba de 500 m.
Ganó diez medallas en el Campeonato Mundial de Patinaje de Velocidad sobre Hielo en Distancia Individual entre los años 1998 y 2008, y nueve medallas en el Campeonato Mundial de Patinaje de Velocidad sobre Hielo en Distancia Corta entre los años 1998 y 2008.

## Palmarés internacional
| Juegos Olímpicos                           | Juegos Olímpicos                | Juegos Olímpicos  | Juegos Olímpicos      |
| Año                                        | Lugar                           | Medalla           | Prueba                |
| ------------------------------------------ | ------------------------------- | ----------------- | --------------------- |
| 1998                                       | Nagano (Japón)                  | Medalla de plata  | 500 m                 |
| Campeonato Mundial en Distancia Individual |                                 |                   |                       |
| Año                                        | Lugar                           | Medalla           | Prueba                |
| 1998                                       | Calgary (Canadá)                | Medalla de plata  | 1000 m                |
| 1998                                       | Calgary (Canadá)                | Medalla de bronce | 500 m                 |
| 2000                                       | Nagano (Japón)                  | Medalla de bronce | 500 m                 |
| 2001                                       | Salt Lake City (Estados Unidos) | Medalla de oro    | 1000 m                |
| 2001                                       | Salt Lake City (Estados Unidos) | Medalla de plata  | 500 m                 |
| 2003                                       | Berlín (Alemania)               | Medalla de oro    | 500 m                 |
| 2004                                       | Seúl (Corea del Sur)            | Medalla de oro    | 500 m                 |
| 2004                                       | Seúl (Corea del Sur)            | Medalla de plata  | 1000 m                |
| 2005                                       | Inzell (Alemania)               | Medalla de bronce | 500 m                 |
| 2008                                       | Nagano (Japón)                  | Medalla de oro    | 500 m                 |
| Campeonato Mundial en Distancia Corta      |                                 |                   |                       |
| Año                                        | Lugar                           | Medalla           | Prueba                |
| 1998                                       | Berlín (Alemania)               | Medalla de plata  | Clasificación general |
| 1999                                       | Calgary (Canadá)                | Medalla de oro    | Clasificación general |
| 2000                                       | Seúl (Corea del Sur)            | Medalla de oro    | Clasificación general |
| 2001                                       | Inzell (Alemania)               | Medalla de bronce | Clasificación general |
| 2002                                       | Hamar (Noruega)                 | Medalla de oro    | Clasificación general |
| 2003                                       | Calgary (Canadá)                | Medalla de oro    | Clasificación general |
| 2004                                       | Nagano (Japón)                  | Medalla de plata  | Clasificación general |
| 2005                                       | Salt Lake City (Estados Unidos) | Medalla de plata  | Clasificación general |
| 2008                                       | Heerenveen (Países Bajos)       | Medalla de plata  | Clasificación general |